# Kiel (Berg)
Der Kiel bei Klingenthal ist mit 943,3 m ü. NHN einer der höchsten Berge im Vogtland, steht isoliert und ist der westlichste über 900 m hohe Berg des Erzgebirges. Er liegt westlich des Passes der Bundesstraße 283 bei Mühlleithen und ist höher als der bekanntere Aschberg (936 m ü. NHN), der unweit südöstlich liegt. „Die im Grundriss dreieckige Berggestalt“ ist schon von weitem zu sehen, weil der Kiel die Umgebung überragt und wegen eines in den 1990er Jahren auf dem Gipfel aufgestellten Richtfunkturmes. Der Kiel ist bis zum Gipfel bewaldet.

## Naturraum
Der Kiel liegt nach der Naturraumkarte von Sachsen in der Mesogeochore „Hoch- und Kammlagen um den Auersberg und Aschberg“, gehört zur Mikrogeochore „Kiel-Bergrücken“ und ist Teil des Naturparks „Erzgebirge/Vogtland“. Der Kiel liegt auf der Trennlinie zwischen dem Lithiumglimmergranit des Eibenstocker Massivs, der die Nord-Ost-Flanke bildet, und dem stärker „abtragungsresistenten“ Kontakthof-Metamorphit (Kontaktschieferzone), der die Süd-West-Flanke ausmacht.
Der Kiel ragt in seinem Gipfelbereich aus seiner Umgebung heraus. Daher ist er nach allen Seiten der Witterung besonders ausgesetzt. Dies hat die Folge, dass er häufig in Wolken eintaucht mit dem Effekt von häufigen starken Raufrostbildungen im Winter. Diese besondere klimatische Exposition wirkt sich auf das Wachstum der Fichten aus. Sie erreichen nur eine niedrige Höhe mit schon in geringem Bodenabstand ausgebildeten Ästen. Im Gipfelbereich sind bei fast allen älteren Bäumen Wipfelbrüche, häufig sogar mehrere, festzustellen. Dies ist im Erzgebirge weiter östlich erst in Wäldern zu beobachten, die 100 bis 150 m höher liegen. Die für einen Nebelwald charakteristischen Flechtenbehänge sind gegenüber früheren Wachstumsperioden zurückgegangen.

## Geschichte

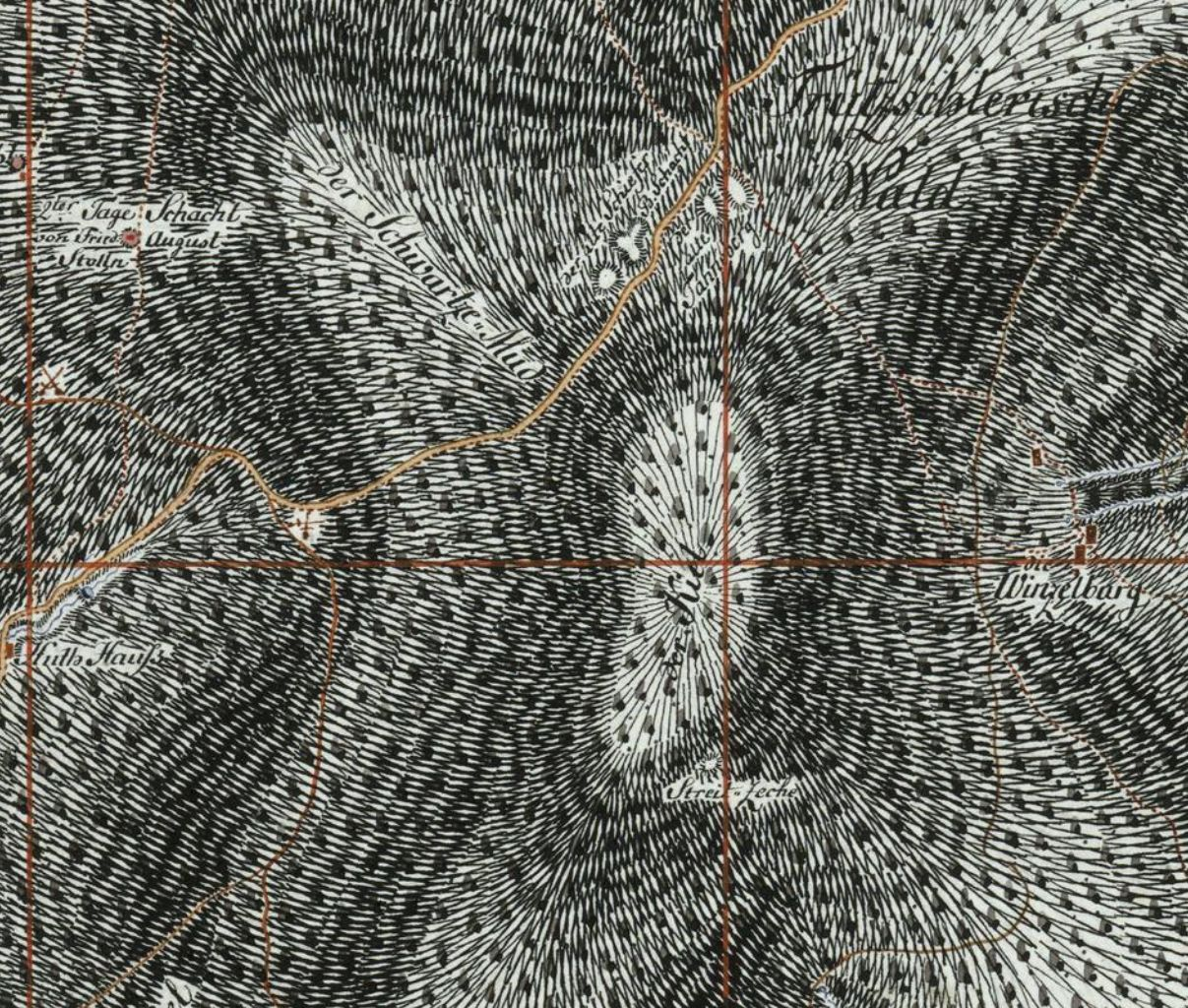
Der Berg Kiel und seine Umgebung in Blatt 219 (Berliner Exemplar) von 1792 der Sächsischen Meilenblätter

Der Berg wird schon in den Sächsischen Meilenblättern von Friedrich Ludwig Aster aus dem ausgehenden 18. Jahrhundert erwähnt als „der Kiel“.
Aus dem früheren Zinnbergbau im Bereich des Gipfels resultieren noch Stollenlöcher  und -brüche. Auf Blatt 219 der Meilenblätter von 1792 finden sich zahlreiche Eintragungen, die die Bergbauaktivitäten am Berg dokumentieren.
Aus den vogtländischen Wäldern wurden in der Vergangenheit die nördlich des Vogtlandes und des Erzgebirges gelegenen Städte wie Zwickau, Leipzig, ja sogar Halle, mit Holz versorgt, das insbesondere durch Flößen auf Bächen und Flüssen transportiert wurde. Der südöstlich des Kiel gelegene „Untere Floßteich“ und der „Kiel-Floßgraben“, der südlich des Berges in westlicher Richtung verläuft, erinnern an diese Flößerei. Dieser Floßgraben wurde von 1620 bis 1632 gebaut und ab 1633 bis 1872 betrieben. Bei einer Länge von sechs Kilometern hat er ein Gefälle von einem Prozent. Er ist ein technisches Denkmal.

## Tourismus
Am Kiel vorbei führt westlich und nördlich die Kammloipe zwischen Johanngeorgenstadt und Schöneck. Nahe am Gipfel verläuft westlich und südlich davon die in sich geschlossene „Kielloipe“. Den Berg berühren auch viele Wanderwege, von denen aber keiner direkt über den Gipfel führt. Einer dieser Wanderwege ist der Europäische Fernwanderweg E3. Er kommt von Muldenberg, führt auf der Südseite des Kiel am „Kiel-Floßgraben“ entlang und wendet sich durch das Steinbachtal nach Mühlleiten. Ein Lehrpfad mit der Bezeichnung „Bergbau- und Naturlehrpfad“ führt um das ganze Bergmassiv des Kiel herum und berührt den Schneckenstein, führt an Mühlleiten vorbei, den Floßgraben entlang und erreicht wieder den Schneckenstein. Auch der Fernwanderweg Kammweg Erzgebirge–Vogtland führt am Kiel vorbei.

## Verkehr
Östlich des Berges führt die von Tannenbergsthal kommende Bundesstraße 283 kurz hinter Mühlleithen über einen gut einen Kilometer vom Gipfel entfernten Pass. Westlich des Gipfels verlief in nur etwa 300 Meter Entfernung die historische „Alte Klingenthaler Straße“ und südlich in etwa isohypsenparallel knapp unterhalb von 900 Metern in einem West-Ost-Bogen der „Schwerdtweg“.